# Jun Wada
Jun Wada (和田 潤 Wada Jun?), född 28 november 1973 i Chiba prefektur, är en japansk före detta fotbollsspelare.
Wada började sin karriär 1996 i Tokyo Gas (FC Tokyo). Han avslutade karriären 1999.